# Matilde Luísa da Baviera
Matilde Luísa da Baviera (Castelo de Possenhofen, 30 de setembro de 1843 — Munique, 18 de junho de 1925) foi Duquesa da Baviera, a quarta filha de Maximiliano José, Duque na Baviera, e de sua esposa, a princesa Luísa Guilhermina da Baviera (filha do rei Maximiliano I José da Baviera e da princesa Carolina de Baden).

## Biografia
Matilde era a irmã menor (entre outros) da imperatriz "Sissi" da Áustria.
Em 5 de junho de 1861, Matilde desposou Luís, Conde de Trani, o filho mais velho do rei Fernando II das Duas Sicílias e de sua segunda esposa, Maria Teresa Isabel da Áustria. Ele era o herdeiro presuntivo de seu meio-irmão mais velho, Francisco II das Duas Sicílias. Francisco II, por sua vez, era casado com uma irmã de Matilde, Maria Sofia.
Matilde e Luís tiveram apenas uma filha:
- Maria Teresa de Bourbon-Duas Sicílias, nascida em 15 de janeiro de 1867. Desposou o príncipe Guilherme de Hohenzollern-Sigmaringen.

Entretanto, o reino das Duas Sicílias foi conquistado pela Expedição dos Mil, sob Giuseppe Garibaldi, em 1861. Garibaldi então o incorporou ao Reino de Sardenha, que estava no processo de unificação italiana.
Luís ainda era o herdeiro de Francisco como chefe de uma casa real deposta. Ele deteve essa posição pelo resto de sua vida, pois faleceu antes de Francisco em 8 de junho de 1886. Francisco acabou sendo sucedido por seu outro irmão, Afonso, Conde de Caserta. 
Matilde não se casou novamente e morreu trinta e nove anos depois da morte de seu marido.

## Títulos e Estilos
- 30 de Setembro de 1843 - 5 de Junho de 1861: "Sua Alteza Real, a Duquesa Matilde Luísa da Baviera".

- 5 de Junho de 1861 - 8 de Junho de 1886: "Sua Alteza Real, A Princesa Matilde Luísa das Duas-Sicílias, Condessa de Trani".